# Rapporto di diluizione
Il rapporto di diluizione, anche indicato nella forma inglese bypass ratio, BPR o rapporto di bypass, è un parametro progettuale dei turboreattori a doppio flusso (turboventola) che indica il rapporto tra il flusso in massa secondario (o freddo), ovvero la portata in massa di aria passante dal bypass , ed il flusso in massa primario (o caldo), ovvero elaborato da compressore, combustore e turbina. Un rapporto di bypass di 10:1, ad esempio, indica che per ogni chilogrammo di aria che passa per la camera di combustione ce ne sono dieci passanti per il bypass.
Nei motori ad alto rapporto di diluizione, la gran parte della spinta è generata dalla ventola piuttosto che dalla espansione dei gas di combustione nell'ugello di scarico. Questi motori sono caratterizzati da bassi consumi specifici e bassa rumorosità e sono generalmente impiegati sugli aerei da trasporto.
I motori a basso BPR, più vicini alle caratteristiche di un turbogetto semplice, sono invece preferiti per applicazioni in cui è richiesta una elevata velocità di volo (anche supersonica) ed un elevato rapporto spinta/peso. Sono oggi tipicamente impiegati su velivoli militari da combattimento.

## Principi di funzionamento
Un motore a reazione genera la spinta accelerando un fluido che, nel caso di un esoreattore quale è il turbogetto o il turboventola, è costituito essenzialmente dall'aria circostante che fluisce ed è elaborata nel motore. Nel caso di un turbogetto, una parte dell'energia chimica del combustibile liberata nella camera di combustione sotto forma di energia termica, viene convertita in energia meccanica dalla turbina. Questa parte di energia meccanica non è impiegata a scopo propulsivo, ma solo per mantenere il compressore in rotazione. Una parte dell'energia termica viene invece trasformata in energia cinetica nell'ugello di scarico, generando, per il principio di azione e reazione, la spinta.
In un turboelica, invece, la turbina estrae dal fluido elaborato dal motore una quantità maggiore di energia meccanica, necessaria a mantenere in rotazione l'elica per accelerare l'aria esternamente al motore stesso, lasciando nel getto una quantità di energia (termica e cinetica) minima. Il turboventola, a sua volta, può essere concettualmente considerato come un caso intermedio tra i due precedenti, con la ventola assimilabile ad un'elica intubata, ma con un getto in cui continua ad essere disponibile per la propulsione una quantità di energia non trascurabile. In termini di rapporto di bypass, un turboventola con BPR=0 avrà le prestazioni di un turbogetto; all'opposto, con BPR molto elevato (~ 100), si avranno le prestazioni di un turboelica. I turboventola sono poi divisibili in due sottoclassi: a flussi associati, in cui il flusso freddo ed il flusso caldo si ricongiungono a monte dell'ugello di scarico comune ed a flussi separati, in cui il flusso freddo viene scaricato a monte ed esternamente all'ugello di scarico dedicato al solo flusso caldo.

## Descrizione analitica

### Spinta
Considerando, per semplicità, la spinta di un turboventola a flussi associati con ugello adattato e trascurando il contributo della portata in massa di combustibile si ha che la spinta vale:
{\displaystyle F={\dot {m}}_{a}(1+BPR)(u_{e}-V_{0})}
dove:
{\displaystyle {\dot {m}}_{a}} è la portata del flusso caldo
{\displaystyle u_{e}} è la velocità media di uscita del fluido dall'ugello di scarico del motore
{\displaystyle V_{0}} è la velocità di volo
{\displaystyle BPR} è il rapporto di bypass, ossia il rapporto tra la portata del flusso freddo e quella del flusso caldo.
La stessa spinta, quindi, può essere indifferentemente ottenuta (a parità di velocità di volo) con minori velocità di efflusso ma BPR più elevati (maggiore portata di aria nel flusso freddo) o con maggiori velocità di efflusso e minori BPR.

### Rendimento e consumo specifico

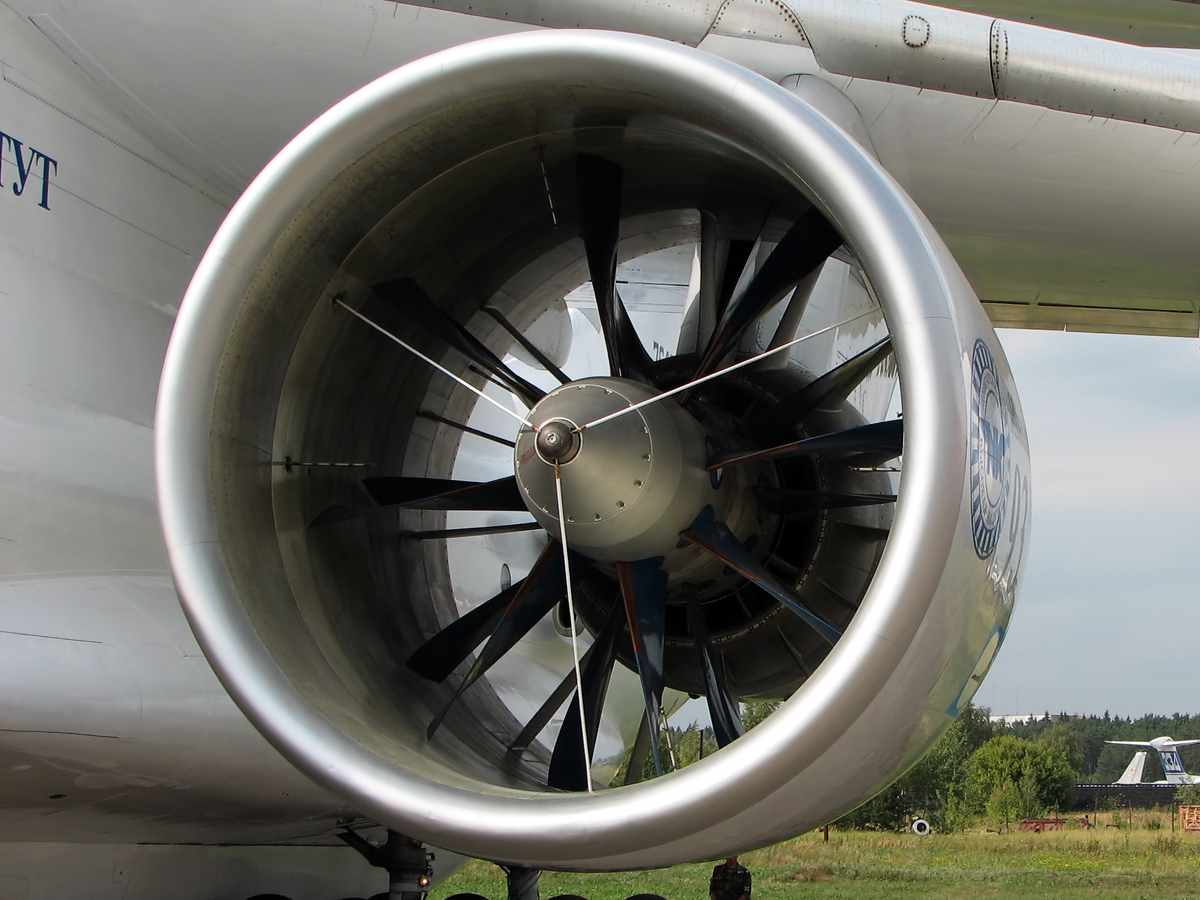
Un Kuznetsov NK-93, turboventola sperimentale per aerei da trasporto con BPR di 16,6:1

Per valutare il costo di questa spinta, ossia la quantità di energia necessaria alla produzione della spinta bisogna considerare l'efficienza che lega la potenza disponibile (dovuta all'energia chimica del combustibile) alla potenza propulsiva (quella effettivamente utilizzata per il moto) e alla potenza dissipata (o residua) del getto. Tralasciando come sopra i contributi della portata in massa di carburante la potenza propulsiva vale:
{\displaystyle P_{p}=FV_{0}}
Mentre la potenza dissipata nel getto vale:
{\displaystyle P_{d}={\frac {1}{2}}{\dot {m}}_{a}(1+BPR)(u_{e}-V_{0})^{2}}
Definendo la potenza del getto ({\displaystyle P_{j}}) come la somma della potenza propulsiva e della potenza dissipata, si può introdurre il rendimento propulsivo pari a:
{\displaystyle \eta _{p}={\frac {P_{p}}{P_{j}}}={\frac {2V_{0}}{u_{e}+V_{0}}}}
sostituendo {\displaystyle u_{e}} con il valore ricavato dall'espressione della spinta si ottiene:
{\displaystyle \eta _{p}={\frac {2}{2+{\frac {F}{{\dot {m}}_{a}(1+BPR)V_{0}}}}}}
Questa relazione mostra come, a parità di spinta e velocità di volo, il rendimento propulsivo cresca al crescere della portata di aria trattata.
Il consumo specifico, invece, può essere scritto come:
{\displaystyle TSFC={\frac {f}{(1+BPR)(u_{e}-V_{0})}}}
dove {\displaystyle f} caldo.

## Pregi e difetti

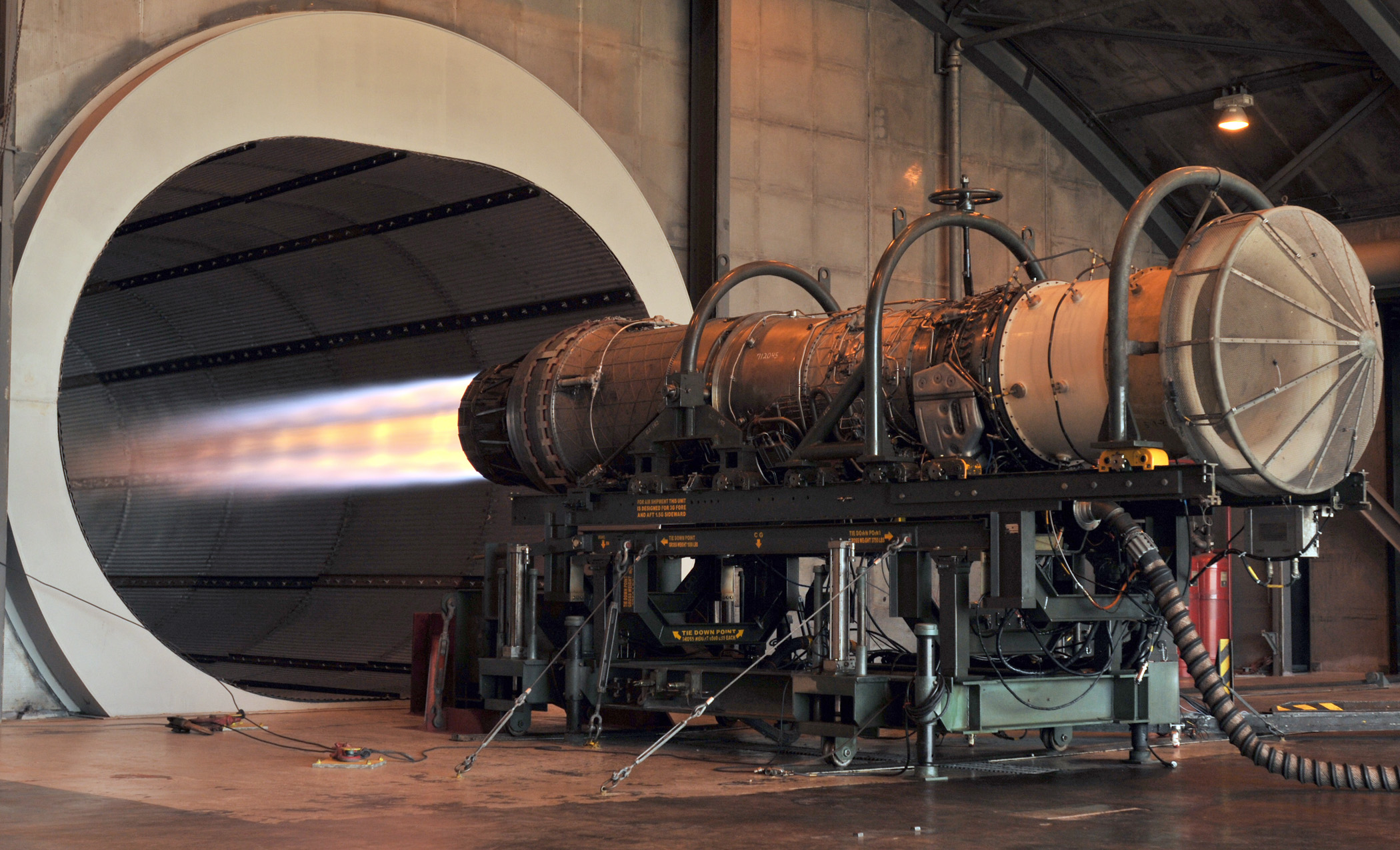
Un motore F100 durante una prova al banco con postbruciatore acceso.

Un aumento del rapporto di bypass ha un benefico influsso sul rendimento propulsivo e, conseguentemente, sul consumo specifico, permettendo al velivolo che lo utilizza autonomie maggiori. In aggiunta, accelerare una maggiore massa di aria ad una velocità minore comporta una riduzione nelle emissione sonore, dal momento che il rumore generato è proporzionale all'ottava potenza della velocità del getto. Queste due proprietà rendono il turboventola ad alto BPR particolarmente apprezzato nei velivoli da trasporto civili subsonici che possono così abbattere i consumi di combustibile e ridurre l'impatto dell'inquinamento acustico nei dintorni degli aeroporti. All'aumentare del BPR, però, aumentano anche i pesi, gli ingombri e la resistenza aerodinamica del motore nelle fasi di volo in cui non è richiesta la massima spinta, che possono risultare incompatibili con le specifiche di progetto dell'aeromobile.
Viceversa un'alta velocità dei gas di scarico è preferita nel volo supersonico dove i motori con alto BPR mostrano rendimenti (e consumi) peggiori dei motori a BPR basso (o al limite, nullo). Per questo motivo gli aerei da combattimento impiegano tipicamente turbofan con rapporto di bypass compreso tra 0 e 1, e sono associati a postbruciatori che beneficiano dell'apporto di ossigeno del flusso freddo e che permettono considerevoli aumenti di spinta (pur se temporanei) senza rinunciare alla compattezza e leggerezza.

## Esempi di rapporti di bypass
| Motore                         | Aereo                                         | BPR    |
| ------------------------------ | --------------------------------------------- | ------ |
| Rolls-Royce/Snecma Olympus 593 | Concorde (turbojet)                           | 0:1    |
| Pratt & Whitney F100           | F-16, F-15                                    | 0,36:1 |
| General Electric F404          | F/A-18, T-50, F-117, X-29, X-31               | 0,34:1 |
| Eurojet EJ200                  | Eurofighter Typhoon                           | 0,4:1  |
| Klimov RD-33                   | MiG-29, Il-102                                | 0,49:1 |
| Saturn AL-31F                  | Su-27, Su-30, Chengdu J-10                    | 0,59:1 |
| Pratt & Whitney JT8D           | DC-9, MD-80, Boeing 727, Boeing 737-100, -200 | 0,96:1 |
| CFM International CFM56-7B27   | Boeing 737-800                                | 5,1:1  |
| Pratt & Whitney PW2000         | Boeing 757, C-17 Globemaster III              | 5,9:1  |
| General Electric GEnx          | Boeing 787                                    | 8,5:1  |
| Rolls-Royce Trent 900          | Airbus A380                                   | 8,7:1  |
| General Electric GE90          | Boeing 777                                    | 9:1    |
| Rolls-Royce Trent 1000         | Boeing 787                                    | 11:1   |
| Pratt & Whitney PW1100G-JM     | Airbus A320neo family                         | 12:1   |